# Zygocarpum dhofarense
Zygocarpum dhofarense là một loài rau đậu thuộc họ Fabaceae.
Loài này có ở Oman và Yemen.
Chúng hiện đang bị đe dọa vì mất môi trường sống.